# Phabricator
Phabricator（ファブリケーター）とはウェブ型ソフトウェア開発協同作業ツールのスイートでDifferentialというコードレビューソフトウェア、Diffusionというリポジトリブラウザ、Heraldという変更監視ツール、Maniphestというバグトラッカー、Phrictionというウィキが含まれる。現在、Phacilityが携わっており、当初はFacebookの内部ツールとして開発された。Apache Licenseバージョン2の下、FOSSとして配布されている。
また、Git、Mercurial、Subversionと統合されている。
主要開発者はFacebook社員だったエヴァン・プリエストリーでPhabricatorの開発に専念するために退社し、Phacilityという新たな企業を立ち上げた。

## 顧客
以下、Phabricatorの顧客の一部である。
- Blender[11]
- Bloomberg
- DeviantART
- Dropbox
- Enlightenmentウインドウマネージャ
- Facebook[12]
- FreeBSD[13]
- カーンアカデミー[14]
- LLVM[15]
- MemSQL（英語版）
- Miraheze
- Pinterest
- Haskell[16]
- Quora
- ウィキメディア財団[17]